# 衝撃スペシャル
『衝撃スペシャル』（しょうげきスペシャル）は、1982年3月29日から同年9月13日までテレビ東京が編成していた単発特別番組枠である。全9回。編成時間は毎週月曜 19:30 - 20:54 （日本標準時）。
本枠はドキュメンタリー番組を中心に放送していた。

## 放送番組
1. 衝撃世界動物園
2. グレートハンティング
3. グレートハンティング2
4. 超常現象の世界
5. 特定動物特集
6. 新カタストロフ（19:00 - 20:54）
7. 地球最後の日（同上）
8. ザ・ブッシュマン
9. 北京原人の記録

（参考：下野新聞 1982年3月29日付 - 同年9月20日付のラジオ・テレビ欄）